# Smolenice

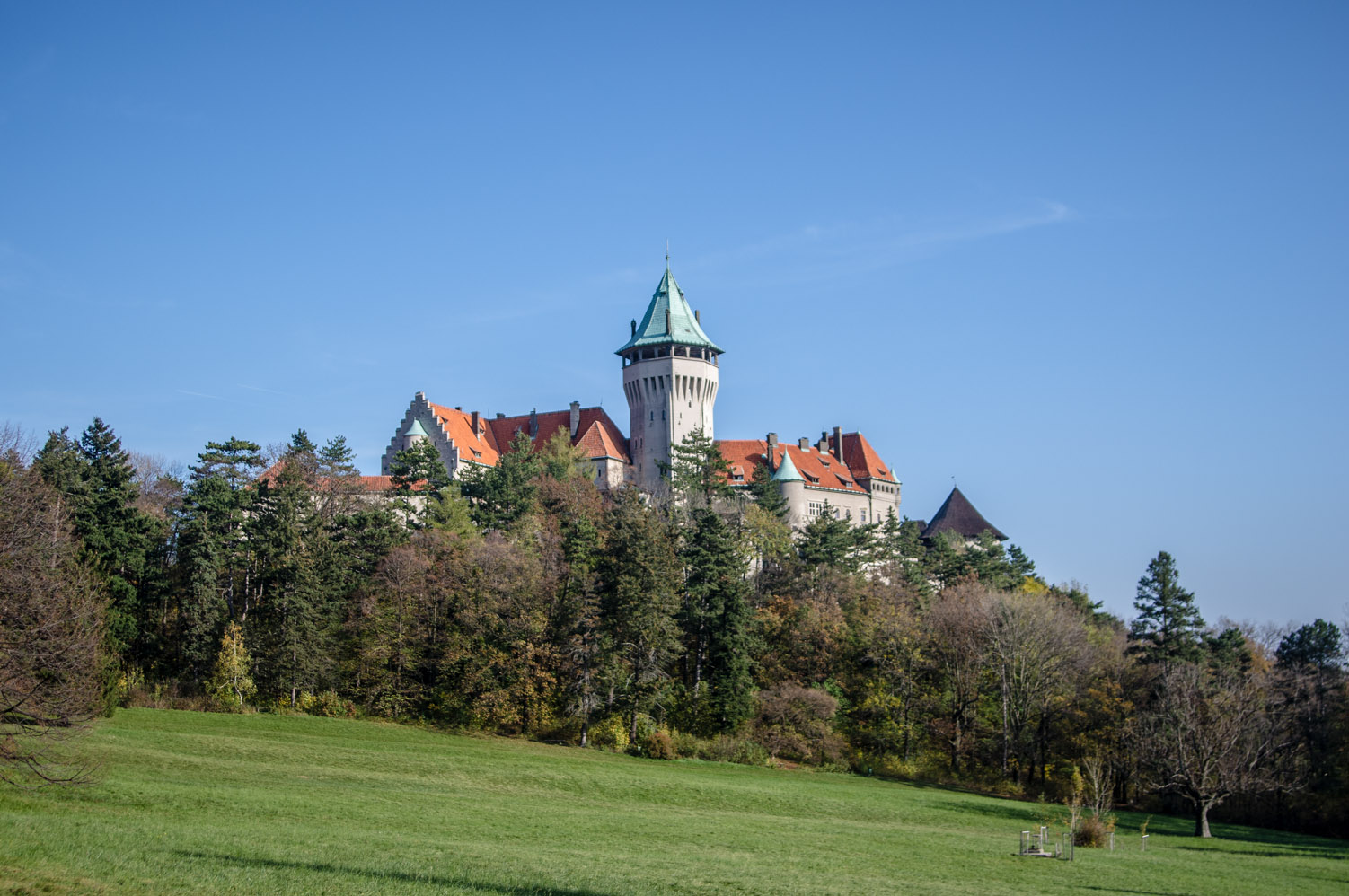
Smolenice

Smolenice (Hongaars: Szomolány) is een Slowaakse gemeente in de regio Trnava, en maakt deel uit van het district Trnava.
Smolenice telt 3.335 inwoners.